# Ээлян Овла
Ээлян Овла или Овла Эляев (1857 г., урочище Багши-Ээджи, Ики-Бухусский аймак, Бага-Дербетовский улус (ныне посёлок Красносельский, Малодербетовский район), Калмыкия, Российская империя — осень 1920 г., Калмыкия) — калмыцкий сказитель-джангарчи, со слов которого было записано главное фольклорное поэтическое произведение калмыцкого народа — «Джангар». Именно от него были впервые записаны десять песен, которые составили основу калмыцкой национальной героической поэмы «Джангар», получившей всемирную известность.

## Биография
Не существует подробной биографии Ээляна Овлы. Имеются лишь некоторые полевые заметки учёных Н. О. Очирова и В. Л. Котвича. В советское время калмыцкий исследователь А. Ш. Кичиков записал со слов родственников Ээляна Овлы его некоторые биографические данные.
Ээлян Овла родился в бедной семье джангарчи. Его предки с XVIII века происходили из устной калмыцкой сказительной школы Гин-Тёмр. Проживал с раннего детства у своего дяди Дэлтэра, известного джангарчи, который обучал его калмыцкому эпосу и способам его исполнения. К 12 лет, овладев репертуаром своего учителя, стал профессиональным джангарчи.
Ээлян Овла странствовал по хотонам, распевая фольклорные сказания о народном герое калмыков — Джангаре. Объём эпического репертуара Ээлян Овла составлял около 8 тысяч стихотворных строк. В 1908 году известные Ээляну Овла песни были с его слов записаны калмыцким учёным Номто Очировым.
В 1910 году в Санкт-Петербурге вышла книга на тодо-бичиг с записями песен «Джангара» в исполнении Ээляна Овла. Эта книга издавалась под названием «Джангр. Хальмг героическ эпос. Авъясарнь Баснга Баатрин» в 1940, 1960 и 1990 годах.
Подготовил несколько молодых джангарчи, среди которых были его племянник Окон Шараев и Окон Бадмаев.
В 1963 году песни Ээляна Овла были переведены на монгольский язык и изданы в Улан-Баторе.

## Исполнение песен
В 1910 году учёный В. Л. Котвич, совершив научную экспедицию в Калмыкию, оставил запись о характере исполнения песен Ээляном Овлой:

«Мелодия была довольно однообразная… Она крепко врезалась мне в память, но, не обладая музыкальными способностями, я лишён возможности дать ей надлежащую характеристику».

Сохранилась небольшая фонографическая запись, сделанная В. Л. Ковичем, охарактеризованная учёным следующим образом:

«Начало мелодии совпадает с началом определённой строфы, оно связано с членением песни в смысловом отношении, и эта „заунывная нота“ обычно не совпадает с начальным слогом первого слова строфы, а звучит как некий сигнал о предстоящем исполнении песни или возобновлении пения после паузы. Речитатив Овла, если сравнить с исполнением других рапсодов, не производит впечатления быстрого, он ритмично равномерен во всех его частях, за исключением несколько растянутого начала и редко окончания».

## Память
На родине джангарчи, в посёлке Ики-Бухус, создан музей Ээляна Овла, а средняя школа носит его имя. В 1967 году в Элисте была организована научная конференция, посвящённая 110-летнему юбилею джангарчи.
В 1990 году в Элисте был установлен памятник «Джангарчи Ээлян Овла» (архитекторы С. Курнеев, Э. Лиджи-Гаряев, скульптор В. Васькин, художник С. Кузнецов).

## Источник
- История калмыцкой литературы // Дооктябрьский период. — Элиста: Калмыцкое книжное издательство, 1981. — Т. 1. — С. 160 - 161.
- А. Ш. Кичиков. Великий джангарчи Ээлян Овла//Учёные записки Калмыцкого НИИЯЛИ. Серия филологии. — Вып. 5. — Элиста, 1967
- Ээлəн Овлан репертуарин дуудын оршл нег ижл орм болж гиж, Б. Я. Владимирцовин келснлə зөвшəрх кергтə (Б. Я. Владимировцов, О «Джангаре»). — Элиста, 1967.